# Выборы в Конституционную ассамблею Венесуэлы (2017)
Выборы в Конституционную ассамблею Венесуэлы состоялись 30 июля 2017 года в соответствии с декретом президента Мадуро и привели к массовым протестам как внутри страны, так и на международной арене ().

## Предшествующие события
Правление президента Мадуро было отмечено острым экономическим кризисом, вызванным падением цен на нефть и ошибками управления. Экономические трудности привели к массовым протестам. На выборах в парламент в 2015 году победила оппозиция, что усугубило политический кризис в стране. Мадуро игнорировал законы, принятые парламентом, называя их фашистскими и олигархическими.
1 мая 2017 года, несмотря на протесты оппозиции, Мадуро своим декретом назначил выборы в Конституционную ассамблею. 16 июля 2017 года более 7 млн избирателей проголосовали против выборов на неофициальном референдуме, организованном оппозицией. Оппозиция участвовать в выборах Ассамблеи отказалась.

## Ход выборов
По официальным сообщениям, в выборах приняли участие 8 млн человек. По данным, неофициально полученным агентством Reuters, явка составила лишь 3,7 млн. Среди голосовавших был большой процент госслужащих, опасавшихся потерять работу или талоны на продовольствие. Компания, проводившая электронное голосование, сообщила о имевших место манипуляциях с данными. Многие из членов Конституционного собрания избирались не на открытых выборах, а были выбраны от общественных организаций, подконтрольных президенту Мадуро.

## Политический результат
Назначая выборы, Мадуро заявил, что это позволит положить конец массовым протестам и установить в стране мир и согласие. Оппозиция утверждает, что цель выборов — установление абсолютной власти Мадуро путем изменения конституции страны.
Процесс установления новой конституции займет не менее двух лет, что позволяет Мадуро отложить президентские выборы на время переходного периода.

## Оценки
По мнению Financial Times, избрание лояльной Ассамблеи позволит Мадуро распускать парламент, переписывать конституцию и подтасовывать любые будущие выборы.

## Международная реакция

Международная реакция на создание Ассамблеи:
Венесуэла Одобряют Осуждают Нейтралитет

### Осуждение
Более 40 стран заявили, что не признают легитимность Ассамблеи:
- США заморозили личные активы Мадуро и запретили ему въезд в страну[2][прим. 7]. 11 августа 2017 года президент США Дональд Трамп заявил, что не исключает военной реакции со стороны США для урегулирования политического кризиса в Венесуэле[7].
- Бразилия, Аргентина, Чили, Колумбия, Коста-Рика, Мексика, Панама, Парагвай и Перу предупредили Мадуро, что Венесуэла станет страной-изгоем, если он не откажется от своих планов[2].
- Страны регионального блока Mercosur приостановили членство Венесуэлы до тех пор, пока конституционное собрание не будет распущено и все политические заключенные не выйдут на свободу[8].
- С осуждением выборов в Ассамблею выступили также Канада, Швейцария и все страны Евросоюза[9].

### Одобрение
Выборы в Ассамблею поддержали постоянные союзники президента Мадуро: Боливия, Куба, Эль Сальвадор, Эквадор и Никарагуа, а также Россия и Сирия.

## Позиция Церкви
Папа Римский призвал правительство Венесуэлы отказаться от созыва Ассамблеи и обратился к сотрудникам спецслужб с просьбой
воздержаться от применения избыточного насилия во время протестов оппозиции. Папа также указал на важность соблюдения прав человека и действующей Конституции.